# Infopress Grup
Infopress Grup a fost cea mai mare tipografie din România.
Infopress are sediul în Odorheiu Secuiesc, județul Harghita iar din anul 2005 este parte a Kvos, companie de investiții cu sediul în Islanda, care are în portofoliu mai multe tipografii din mai multe țări.
Compania concurează cu tipografiile Megapress, Coprint, Monitorul Oficial și Gcanale.
Înființată în 1990 ca editor al ziarului Odorheiu Secuiesc, Infopress s-a dezvoltat constant, devenind cea mai mare companie din industria tipografică din România, axându-se pe publicațiile cu tiraj mare și piața revistelor.
În prezent, este cea mai mare companie de servicii tipografice din Europa de Sud-Est și una din cele mai importante din Europa de Est.
În mai 2010, fondul de investiții spaniol GED a preluat controlul a 92% din acțiunile grupului Infopress, într-o tranzacție de peste 12 milioane de euro.
Infopress mai deține încă o tipografie mai mică decât cea de la Odorhei în Ungaria, deschisă la finalul lui 2008.
Compania a preluat în 2008 și tipografia Delta din Bulgaria, unde a derulat câteva operațiuni de modernizare, însă s-a retras din acționariat în urma unor disensiuni cu acționarul fondator bulgar cu privire la strategia de dezvoltare.
Număr de angajați în 2008: 462
Cifra de afaceri:
- 2009: 55 milioane euro[5]
- 2008: 78 milioane euro[5]
- 2007: 67 milioane euro[1]
- 2006: 50,2 milioane euro[3]
- 2005: 39 milioane euro[6]
- 2003: 20 milioane dolari[7]